# Maarten Raven
Maarten Jan Raven (Utrecht, 1 januari 1953) is een Nederlands egyptoloog.

## Loopbaan
Raven werd in 1978 conservator van de afdeling Egypte van het Rijksmuseum van Oudheden (RMO) te Leiden. Via het museum was hij sinds 1975 actief op de opgravingssite van Saqqara. In Saqqara werkte hij (sinds 1999 als gezamenlijk opgravingsleider) in het kader van een samenwerkingsverband van het Rijksmuseum van Oudheden en de Egypt Exploration Society (1975-1998) en Universiteit Leiden (1999-). In september 2012 werd hij benoemd tot bijzonder hoogleraar 'Museologie van het Oude  Egypte' aan de Universiteit Leiden. Hij gaf zijn inaugurele rede op 8 april 2013.
Raven deed eindexamen aan het Utrechts Stedelijk Gymnasium en studeerde vervolgens Egyptische Taal en Letterkunde, Kunstgeschiedenis en Archeologie aan de Universiteit Leiden. Hij schreef in 1984 zijn tweetalige proefschrift Symbols of resurrection. Three studies in ancient Egyptian iconography / Symbolen van opstanding. Drie studies op het gebied van de Oud-Egyptische iconografie. Raven organiseert vele tentoonstellingen en publiceert over de collectie van het Rijksmuseum van Oudheden en over zijn veldwerk in Saqqara.
In 2018 ging Raven met pensioen. Ter gelegenheid van zijn afscheid werd de grote tentoonstelling Goden van Egypte in het RMO georganiseerd. Bij de tentoonstelling organiseerde RMO het symposium ‘Goden van Sakkara’, een afscheidssymposium voor Raven.

## Publicaties
- Papyrus. Van bies tot boekrol. Met een bloemlezing uit de Leidse papyrusverzameling (Terra, Zutphen, 1982)
- Wel moge het U bekomen. Feestmaal, godenmaal, dodenmaal in de Oudheid (RMO, Leiden, 1987)
- The tomb of Iurudef. A memphite official in the reign of Ramesses II (57th Excavation Memoir, Leiden/London, 1991)
- De dodencultus van het oude Egypte (De Bataafsche Leeuw, Amsterdam, 1992)
- Mummies onder het mes (De Bataafsche Leeuw, Amsterdam, 1993)
- Schrift en schrijvers in het Oude Egypte (De Bataafsche Leeuw, Amsterdam, 1996)
- The tomb of Maya and Meryt, II: objects and skeletal remains (65th Excavation Memoir, Leiden/London 2001)
- J.H. Insinger (introduced and annotated by M.J. Raven), In het land der Nijlcataracten (1883), (MVEOL 34, Leuven/Leiden 2004)
- Egyptian mummies, radiological atlas of the collections in the National Museum of Antiquities at Leiden (PALMA Egyptology 1, Turnhout, 2005)
- The tomb of Pay and Raia at Saqqara (74th Excavation Memoir, Leiden/London, 2005)
- Hakken in het zand, omslag vermeldt: 50 jaar opgraven in Egypte door het Rijksmuseum van Oudheden (RMO, Leiden, 2007)
- Egyptische Magie. Op zoek naar het toverboek van Thot (Walburg Pers, Leiden, 2010)
- De dwerg onder het bed (inaugurele rede, Universiteit Leiden, 2013)

- Bibliothèque nationale de France: cb12038107p (data)
- Gemeinsame Normdatei: 172326273
- International Standard Name Identifier: 0000 0000 6629 2801
- Library of Congress Control Number: n82007425
- Nationale Bibliotheek van Israël: 987007273889605171
- Nederlandse Thesaurus van Auteursnamen: 069830142
- Système universitaire de documentation: 028572130
- Virtual International Authority File: 94291891
- WorldCat: E39PBJjhDKWGBc9h7McWpHVjYP